# تاکاکی یورا
تاکاکی یورا (ژاپنی: 油原 丈著؛ زادهٔ ۱۳ ژانویهٔ ۱۹۷۸) یک بازیکن فوتبال اهل ژاپن است.
از باشگاه‌هایی که در آن بازی کرده‌است می‌توان به باشگاه فوتبال کاشیوا ریسول، باشگاه فوتبال ساگان توسو و باشگاه فوتبال سرزو اوساکا اشاره کرد.